# Circonscription de Bzou-Ouaouizeght
La circonscription de Bzou-Ouaouizeght est l'une des deux circonscriptions législatives marocaines de la province d'Azilal située en région Béni Mellal-Khénifra. Elle est représentée dans la Xe législature par Badr Touami, Mustapha Reddad et Mouloud Bargayou.

## Historique des députations
| Législature | Début de mandat  | Fin de mandat    | Députés élus | Députés élus          | Députés élus | Députés élus       | Députés élus | Députés élus                      |
| ----------- | ---------------- | ---------------- | ------------ | --------------------- | ------------ | ------------------ | ------------ | --------------------------------- |
| IXe         | 26 novembre 2011 | 7 octobre 2016   |              | Brahim Hasnaoui (PI)  |              | Said Reddad (AHD)  |              | Mouloud Bargayou (UC)             |
| Xe          | 8 octobre 2016   | 8 septembre 2021 |              | Mustapha Reddad (RNI) |              | Badr Touami (PAM)  |              | Mouloud Bargayou (UC)             |
| XIe         | 9 septembre 2021 | ?                |              | Mustapha Reddad (RNI) |              | Adil Barakat (PAM) |              | Mohamed Ibrahim El Boufrissi (MP) |

## Historique des élections

### Découpage électoral d'octobre 2011

#### Élections de 2016
| Parti       | Parti                                                       | Voix    | %      | Député(s) élus   |  |
| ----------- | ----------------------------------------------------------- | ------- | ------ | ---------------- |  |
|             | Parti authenticité et modernité (PAM)                       | 14 333  | 22,38  | Badr Touami      |  |
|             | Rassemblement national des indépendants (RNI)               | 8 199   | 12,80  | Mustapha Reddad  |  |
|             | Union constitutionnelle (UC)                                | 7 530   | 11,76  | Mouloud Bargayou |  |
|             | Mouvement populaire (MP)                                    | 6 210   | 9,70   |                  |  |
|             | Parti de l'Istiqlal (PI)                                    | 6 197   | 9,68   |                  |  |
|             | Parti de l'environnement et du développement durable (PEDD) | 5 233   | 8,17   |                  |  |
|             | Parti de la justice et du développement (PJD)               | 4 708   | 7,35   |                  |  |
|             | Parti du progrès et du socialisme (PPS)                     | 4 632   | 7,23   |                  |  |
|             | Union socialiste des forces populaires (USFP)               | 3 773   | 5,89   |                  |  |
|             | Fédération de la gauche démocratique (FGD)                  | 1 210   | 1,89   |                  |  |
|             | Front des forces démocratiques (FFD)                        | 531     | 0,83   |                  |  |
|             | Parti de la gauche verte (PGV)                              | 502     | 0,78   |                  |  |
|             | Parti de la réforme et du développement (PRD)               | 343     | 0,54   |                  |  |
|             | Mouvement démocratique et social (MDS)                      | 157     | 0,25   |                  |  |
|             | Parti de l'Espoir (PE)                                      | 152     | 0,24   |                  |  |
|             | Parti démocratique de l'indépendance (PDI)                  | 126     | 0,20   |                  |  |
|             | Parti travailliste (PT)                                     | 109     | 0,17   |                  |  |
|             | Parti démocrate national (PDN)                              | 92      | 0,14   |                  |  |
|             |                                                             |         |        |                  |  |
| Inscrits    | Inscrits                                                    | 124 683 | 100,00 |                  |  |
| Abstentions | Abstentions                                                 | 60 646  | 48,64  |                  |  |
| Exprimés    | Exprimés                                                    | 64 037  | 51,36  |                  |  |

#### Élections de 2021
| Parti       | Parti                                         | Voix    | %      | Député(s) élus               |  |
| ----------- | --------------------------------------------- | ------- | ------ | ---------------------------- |  |
|             | Rassemblement national des indépendants (RNI) | 22 930  | 25,31  | Mustapha Reddad              |  |
|             | Parti authenticité et modernité (PAM)         | 20 985  | 23,16  | Adil Barakat                 |  |
|             | Mouvement populaire (MP)                      | 10 923  | 12,06  | Mohamed Ibrahim El Boufrissi |  |
|             | Parti de l'Istiqlal (PI)                      | 9 483   | 10,47  |                              |  |
|             | Union constitutionnelle (UC)                  | 9 392   | 10,37  |                              |  |
|             | Union socialiste des forces populaires (USFP) | 6 025   | 6,65   |                              |  |
|             | Parti de la justice et du développement (PJD) | 4 646   | 5,13   |                              |  |
|             | Parti du progrès et du socialisme (PPS)       | 2 705   | 2,99   |                              |  |
|             | Parti socialiste unifié (PSU)                 | 1 439   | 1,59   |                              |  |
|             | Alliance de la fédération de gauche (AGD)     | 751     | 0,83   |                              |  |
|             | Parti marocain libéral (PML)                  | 483     | 0,53   |                              |  |
|             | Parti vert marocain (PVM)                     | 457     | 0,50   |                              |  |
|             | Front des forces démocratiques (FFD)          | 457     | 0,30   |                              |  |
|             | Parti démocratique de l'indépendance (PDI)    | 115     | 0,13   |                              |  |
|             |                                               |         |        |                              |  |
| Inscrits    | Inscrits                                      | 129 019 | 100,00 |                              |  |
| Abstentions | Abstentions                                   | 38 228  | 29,63  |                              |  |
| Exprimés    | Exprimés                                      | 90 791  | 70,37  |                              |  |